# Вернер Адолф фон Хакстхаузен
Вернер Адолф Мориц Леополд Мария фон Хакстхаузен (на немски: Werner Adolph Moritz Leopold Maria von Haxthausen; * 11 октомври 1744 в Белерзен при Падерборн; † 23 април 1823 в Бьокендорф, част от Бракел в Северен Рейн-Вестфалия) е благородник от род Хакстхаузен, княжески епископски-падерборнски дрост в Лихтенау в княжество Падерборн. Той е дядо и кръстник на поетесата Анете фон Дросте-Хюлзхоф.
Той е син на Каспар Мориц фон Хакстхаузен (1703 – 1787) и съпругата му Кристина Тереза фон дер Асебург.
За него пишат художникът Лудвиг Емил Грим, философът Фридрих Едуард Бенеке, син му Август Франц и внучката му Анете фон Дросте-Хюлзхоф.

## Фамилия
Вернер Адолф фон Хакстхаузен се жени 1771 г. за Мариана фон Вестфален-Хайделбек (* 1750, Хайделбек, Липе-Детмолд; † 1772), дъщеря на Франц Йобст Готфрид фон Вестфален-Хайделбек (1713 – 1774) и Мария Терезия Луиза фон Бенигсен (* 1720). Тя умира на 22 години. Те имат една дъщеря:
- Тереза-Луиза фон Хакстхаузен (* 7 маи 1772), омъжена 1793 г. за Клеменс-Август II фон Дросте-Хюлзхоф (* 7 ноември 1760, замък Хюлзхоф; † 25 юли 1826, замък Хюлзхоф), родители на поетесата Анете фон Дросте-Хюлзхоф (1797 – 1848)

Вернер Адолф фон Хакстхаузен се жени втори път 1773 г. за фрайин Амалия Мария Анна Доротея фон Вендт-Папенхаузен (* 15 май 1755, дворец Папенхаузен; † 24 септември 1829, Бьокендорф ), дъщеря на Карл Йозеф Фридрих фон Вендт (1715 – 1763) и Хенриета Доротея фон Еберщайн (1723 – 1758). Те имат 14 деца, между тях:
- Вернер фон Хакстхаузен (* 18 юли 1780, Бьокендорф; † 30 април 1842, Вюрцбург), приятел с Братя Грим, женен I. на 13 юли 1807 г. в Белерзен, Вестфалия за София Луиза Албертина фон Блументал (* 26 юни 1785, Вехлов; † 6 май 1864, Падерборн), II. за фрайин Елизабет фон Харф-Драйборн (* 17 юни 1787; † 1862)
- Доротея фон Хакстхаузен (* 8 август 1780, Бьокендорф, област Хьокстер; † 4 септември 1854, Верден), омъжена на 15 юли 1800 г. в Бьокендорф за фрайхер Филип фон Волф-Метерних ( * 12 януари 1770, Верден; † 2 март 1852)
- Фердинандина фон Хакстхаузен (* 24 август 1781; † 29 април 1851), омъжена на 16 ноември 1805 г. за барон Енгелберт Антон Алойз Кириакус Хеереман де Зуйдтвик (* 8 август 1769, Кьолн; † 3 април 1810)
- Август Франц Лудвиг Мария фон Хакстхаузен (* 3 февруари 1792, Бьокендорф; † 31 декември 1866, Хановер), писател, приятел с Братя Грим
- Франциска фон Хакстхаузен (* 6 ноември 1793, Бьокендорф; † 12 декември 1879, Хиненбург), омъжена на 27 октомври 1810 г. в Бьокендорф за граф Херман фон Бохолц-Асебург (* 14 септември 1770, Падерборн; † 8 октомври 1849, Хиненбург)